# Ачесон, Артур, 1-й граф Госфорд
Артур Ачесон, 1-й граф Госфорд (англ. Arthur Acheson, 1st Earl of Gosford; ок. 1744/1745 — 14 января 1807) — ирландский пэр и политик. Он был известен как виконт Госфорд с 1790 по 1806 год.

## Ранняя жизнь
Артур Ачесон родился ок. 1744/1475 года в Маркет-Хилле, графство Арма, Ирландия. Старший сын Арчибальда Ачесона, 1-го виконта Госфорда (1718—1790), и его жены Мэри Ричардсон.
Его дедом по отцовской линии был сэр Артур Ачесон, 5-й баронет (1688—1748), а дедом по материнской линии был Джон Ричардсон. Его отец унаследовал титул баронета в 1748 году после смерти своего отца и впоследствии получил титул барона Госфорда в 1776 году и виконта Госфорда в 1785 году.
Он получил образование в Тринити-колледже Дублинского университета, Дублин, графство Дублин, Ирландия.

## Карьера
Артур Ачесон заседал в Ирландской палате общин от Олд-Лейлина с 1783 по 1791 год. Он занимал пост губернатора графства Арма во время беспорядков в Арме в 1795 году и осуждал протестантских экстремистов.
После смерти своего отца 5 сентября 1790 года Артур Ачесон унаследовал титулы 2-го виконта Госфорда из Маркет-Хилл (графство Арма), 2-го барона Госфорда из Маркет-Хилл (графство Арма) и 7-го баронета Ачесона из Маркет-Хилл (графство Арма).
В 1793 году он был принят в Тайный совет Ирландии.
1 февраля 1806 года для него был создан титул 1-го графа Госфорда в системе Пэрства Ирландии.

## Личная жизнь
26 марта 1774 года лорд Госфорд в Лондоне женился на Миллисент Поул (ок. 1750 — 1 ноября 1825), дочери генерал-лейтенанта Эдварда Поула и Оливии Уолш, дочери Джона Уолша . У супругов были следующие дети:
- Леди Оливия Ачесон[англ.] (1775[8] — 12 февраля 1863), в 1797 году вышедшая замуж за бригадного генерала Роберта Бернарда Спарроу[9].
- Арчибальд Ачесон, 2-й граф Госфорд (1 августа 1776 — 27 марта 1849), женившийся на Мэри Спарроу, дочери Роберта Спарроу[3].
- Достопочтенный Эдвард Ачесон (ок. 1776 — 24 июля 1828), капитан Колдстримской гвардии и сборщик налогов в порту Дублина[3].
- Леди Мэри Ачесон (1787 — 1 мая 1843), в 1803 году вышла замуж за генерал-лейтенанта лорда Уильяма Кавендиша Бентинка, второго сына Уильяма Кавендиша-Бентинка, 3-го герцога Портленда[3].
- Леди Миллисент Ачесон (ок. 1779 — 13 января 1878), в 1826 году вышедшая замуж за преподобного Дж. Х. Барбера, ректора Астона Сэндфорда и постоянного викария часовни Святого Джеймса в Брайтоне[10].

Они также были родителями еще двух сыновей, Артура Ачесона и Артура Пола Ачесона, которые оба умерли в детстве.
Лорд Госфорд скончался 14 января 1807 года на Палтни-стрит, в городе Бат, графство Сомерсет. Его вдова, леди Госфорд, жена умерла 1 ноября 1825 года.